# Джованни Бона де Болирис
Джованни Бона де Болирис (ок. 1520, Котор, Венецианская республика — 1572, там же) — поэт и писатель

-гуманист периода Венецианской Албании. Писал на латинском и итальянском языках.

## Биография

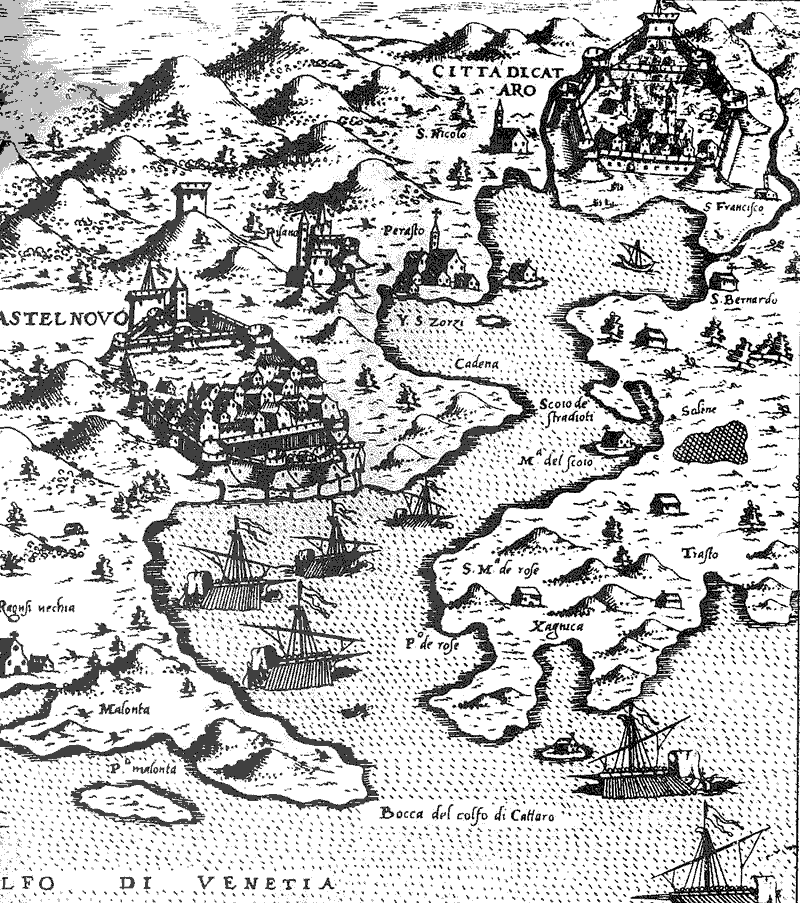
Старинная венецианская карта города и залива Каттаро (ныне Котора), которому посвятил стихи Джованни Бона де Болирис

Родился в Которе (Далмация) Венецианская Албания, принадлежащей тогда Венецианской республике в настоящее время принадлежит Черногории. Изучал право в Университете Падуи.
В 1551 году переехал жить в Неаполитанского королевство. Джованни Бона где Болирис поддерживал тесные отношения с литературными кругами Италии, в частности, поэтами, группировавшимися вокруг двора Неаполя.
Поэт, представитель эпохи Возрождения. Автор ряда сонетов, посвящённых Джованне д’Арагона, герцогине Пальяно на итальянском языке.
Джованни Бона где Болирис умер в городе Котор. В 1585 году, через 13 лет после его смерти, было опубликовано его стихотворение на латинском языке в честь Котора, которое он написал, проживая в Тоскане.

## Творчество
Писал стихи, которые подписывал как Джованни Бона, Иоганнес Бона и Иоаннес Бонна.
Самым известным его произведением является Descriptio sinus et urbis Ascriviensis («Описание залива и города Котор»), состоящее из 331 латинского экзаметра, которым он прославил родной город и другие окрестности залива современной Черногории.
Сочинение было опубликовано в Тоскане в 1585 году доминиканским монахом Рагузаном Серафино Раззе, в приложении к его Storia di Raugia («Истории Рагузы»).
Существует спор о том, к какой литературе принадлежит Джованни Бона где Болирис : к хорватской, черногорской, сербской или итальянской литературе, ведь его произведения были написаны в итальянском формате латыни.
Сербские и хорватские историки включают писателя в свои национальные литературы, изменяя соответственно его имя на «Иван Болица» и «Иван Бунич». Сонеты поэта вошли в первую итальянскую антологию уже в 1555 году.
Недавно известный хорватский эссеист Слободан Просперов Новак, президент «Хорватского центра ПЕН-клуб», написал в книге, что Иван Болица вечно остается вошедшим в хорватскую литературную историю".